# 学習:秘められた宝
学習:秘められた宝（がくしゅう:ひめられたたから、Learning:The Treasure within）は、ユネスコ（UNESCO）が設置した21世紀教育国際委員会（The International Commission on Education on for the Twenty-first）報告書に名付けられた表題。報告書は生涯教育を受けた提言が取りまとめられている。

## 概要
1991年に開催した第26回ユネスコ総会において、21世紀の教育や学習の在り方について検討するため21世紀教育国際委員会を設置することが決議された。1993年に欧州共同体委員長（欧州委員会委員長）ジャック・ドロールを委員長として発足。当委員会は15カ国からの政府関係者、教育問題に関する専門家達から構成され、約3年に渡り検討された21世紀の教育及び学習を提言する報告書を、1996年にユネスコへ提出した。その表題が「学習:秘められた宝」（Learning:The Treasure within）である。ドロール報告書とも呼ばれる。
表題の由来は、ラ・フォンテーヌの寓話「農夫とその子どもたち」における「労働」を「学習（教育）」に置き換えて、21世紀教育国際委員会ジャック・ドロール委員長より説明される。その内容は、子供達が宝を求めて畑を掘り起こす物語を、子供の中にある潜在的な能力を掘り起こすことに例えられ、その潜在的な能力を「秘められた宝」とされた。農夫（親）が生涯教育を示し、子供が生涯学習を見つけることを意味する。

## 学習の4本柱
21世紀教育国際委員会報告書「学習:秘められた宝」は、生涯、学習の視点から人類発展のための教育の在り方を幅広く検討し提言している。中でも委員会の掲げた教育方針である学習の4本柱は今日でも広く使用される。
- 知ることを学ぶ（learning to know）
- 為すことを学ぶ（learning to do）
- 共に生きることを学ぶ（learning to live together）
- 人間として生きることを学ぶ（learning to be）

この理念は、人間の生誕からの生涯の各時期における教育と学習を関連付ける垂直的統合（時間的統合）と、成長過程での横断的な教育と学習機会を関連付ける水平的統合（空間的統合）といった生涯にわたる発達的要素を内在して、教育と学習の在り方を位置づけている。

## 子供に「生きる力」と「ゆとり」を
日本ではこれらの動向を受けて、1995年に中央教育審議会が「21世紀を展望した我が国の教育の在り方について」の諮問を受けた。その際、主な検討事項として次の3つの事項が示された。
- 今後における教育の在り方及び学校・家庭・地域社会の役割と連携の在り方
- 一人一人の能力・適性に応じた教育と学校間の接続の改善
- 国際化、情報化、科学技術の発展等社会の変化に対応する教育の在り方

1996年、中央教育審議会は検討結果を第一次答申『－子供に「生きる力」と「ゆとり」を－』として取りまとめた。

この第一次答申は、国際情勢を受けて教育政策の方向付けが検討されたものである。

## 学社連携から学社融合へ
学社連携は、学校教育と家庭教育、社会教育といったそれぞれの教育機会が独自の教育機能としての役割を果たし、互いに補完し合う独立した協力体制のこと。学社融合は、学校教育と家庭教育や社会教育が、それぞれの中心的役割を明確化した上で互いの要素を一部共有したり、全体共有した活動を協働で取り組む、学社連携を進化させた教育及び学習活動である。学校と社会（学校以外の教育）であることから学社という。学習連携と学習融合は、地域共同体として学習社会に取り組むことが目的である。今日では、教科内容の優劣（競争）よりも、学習を継続する意欲や能力を重要視した生涯学習を構築することを目指すものである。その構築の理念には「知ることを学ぶ」から始まる学習の4本柱が応用されている。
戦後の学制改革では、今日の学校制度が確立し、社会全体が一体となって復興を目指す教育政策を掲げ、高度経済成長を成し遂げた。経済成長が安定成長期を迎えはじめると、社会全体に「ゆとり」がない事が指摘され、従来の詰め込み教育方針にゆとり教育方針が配慮されると新たな教育問題が発生し、それらを抱えながら両者の教育概念は交互に入り混り成長した。1990年代初期にはいじめが社会問題となり、学校批判、家庭崩壊、地域共同体の崩壊などの諸問題を抱え、解決には学校教育と社会教育、そして家庭教育が重要視された。
2002年、学習指導要領が改訂され総合的な学習の時間が設けられた。生徒の体験学習の場を補うことは元より、確かな学力を身につけ、それを発達させる学習意欲を持った生きる力を育成することが掲げられた。これに対して中止を求める運動「2002年度からの新指導要領の中止を求める国民会議（略称、NAEE2002）」まで発起する問題に発展した。教育2002年問題と呼ばれる。
文部科学省は、新学習指導要領の実施に先立って、確かな学力の向上のための2002アピール「学びのすすめ」にて、国際的な情勢、2000年のOECD生徒の学習到達度調査（PISA2000）などを踏まえて「心の教育」の充実と「確かな学力」の向上が教育改革の特に重要なポイントであることが説明された。その後も批判は残り、2003年に学習指導要領 が一部改定し、中央教育審議会答申「初等中等教育における当面の教育課程及び指導の充実・改善方策について」を公開した後の説明により概ね沈静化した。その答申において、「確かな学力とは、知識や技能に加え、思考力・判断力・表現力などまでを含むもので、学ぶ意欲を重視した、これからの子どもたちに求められる学力」と定義されている。
教育政策としては、かつてから議論されている「教育の自由化」論、「学校スリム化」論などを考慮しつつ「ゆとり教育」論を推進する事とし、その全体の見直しを図ることになった。
これには、生涯学習に必要な学社連携及び学社融合が推進される。地域別に性質が異なるため、その主導権はそれぞれ教育委員会主導、学校主導及び社会主導となるが、理念の根幹には「学習:秘められた宝」が反映されている。

## 書籍
- 『学習：秘められた宝　ユネスコ「21世紀教育国際委員会」報告書』天城勲訳、ぎょうせい、1997、ISBN 978-4324051269